# Takumi Hashimoto
Takumi Hashimoto é um ator japonês nascido em 22 de novembro de 1976 em Kanagawa famoso por ter atuado em várias séries de tokusatsu. No Brasil, ele é mais conhecido por ter interpretado o personagem Manabu, em Jiraiya.
Sua carreira começou ainda adolescente, participando da série Metalder aos 13 anos de idade. Após Jiraiya, reprisou o papel de Manabu no 31º episódio de Jiban. Foi o Tiger Ranger em Zyuranger (que virou Power Rangers no ocidente), além de participar de Ohranger, Shushutorian e Megaranger.
Hashimoto veio ao Brasil participar da Anime Friends em 2018, 2019 e 2023.
Em 2021, Hashimoto foi convidado pela Editora JBC para anunciar, juntamente com Takumi Tsutsui, na CCXP Worlds, o mangá brasileiro de Jiraiya.